# Патракар'єм-Воминбежйоль
Патракар'є́м-Воминбежйо́ль або Патракар'є́м-Воминбе́ж-Йоль або Патракар'ємвоминбеж'є́ль (рос. Патракарьем-Вомынбежъёль, Патракаръем-Вомынбеж-Ёль, Патракарьемвомынбежъель) — річка в Республіці Комі, Росія, права притока річки Ілич, правої притоки річки Печора. Протікає територією Троїцько-Печорського району.
Річка починається на південно-західних схилах височини Иджид-Парма, протікає на південний захід, захід та південь.